# Lissonota hamus
Lissonota hamus är en stekelart som först beskrevs av Tohru Uchida 1940.  Lissonota hamus ingår i släktet Lissonota och familjen brokparasitsteklar. Inga underarter finns listade i Catalogue of Life.